# Michael Meszaros
Michael Victor Meszaros OAM (* 1945 in Melbourne, Australien) ist ein australischer Bildhauer und Medailleur.

## Leben und Wirken
Michael Meszaros ist der jüngere Sohn des in Ungarn geborenen Architekten, Bildhauers und Medailleurs Andor Mészáros und dessen Frau Elizabeth. Er besuchte die Preshil Margaret Lyttle Memorial School in Kew und das Wesley College in Melbourne. In seiner Schulzeit erhielt er von seinem Vater künstlerische Inspirationen und erlernte handwerkliche Fähigkeiten, insbesondere zum Design und zur Herstellung von Medaillen. 1958 schuf er mit ihm eine Medaille für den australischen Philatelisten und Medaillensammler John Gartner (1914–1998).
In den 1960er Jahren studierte er Architektur an der Universität Melbourne und graduierte 1968. Anschließend ging er mit einem Stipendium des Winston Churchill Memorial Trust Australia für ein Jahr nach Rom und studierte Metallbildhauerei und Medaillenkunst an der Scuola dell’arte della medaglia. Seine Abschlussarbeit war der Entwurf der Serie Twelve Signs of the Zodiac, die er nach seiner Rückkehr nach Melbourne vollendete. Die zwölf Medaillen wurden an Sammler verkauft und 2011 von Jennifer M. Shaw an das Melbourne Museum übergeben.

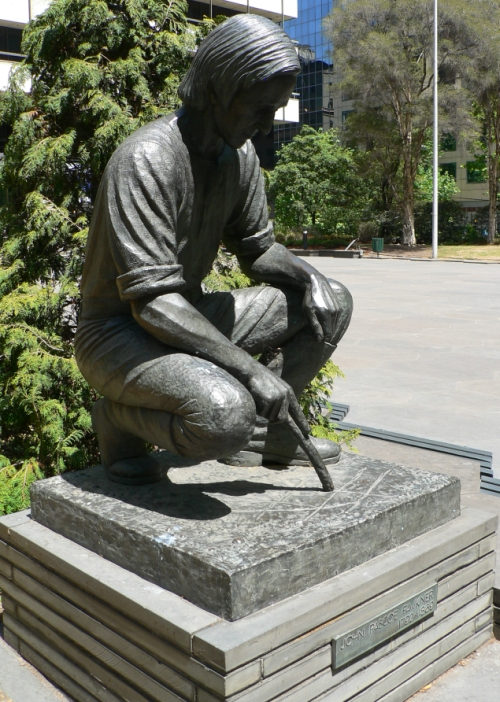
Statue von John Pascoe Fawkner

Michael Meszaros arbeitete als Bildhauer und Medailleur in Kew in der Werkstatt seines Vaters. Als Bildhauer schuf er über 35 größere Auftragswerke und über 100 weitere Arbeiten. Zu seinen Auftragswerken gehören ein Bronzerelief zum 100. Todestag von Charles La Trobe (1975) auf den Stufen des Parlamentshauses in Melbourne, eine Bronzestatue von John Pascoe Fawkner (1978) auf dem National Mutual Plaza, ein Denkmal für William Guilfoyle in den Royal Botanic Gardens von Melbourne, die Bronzeskulptur The Mayoress in Camberwell, einem Stadtteil von Boroondara City (1982), die Gruppen Man and Lady und Mountain Cattleman (1996) in Mount Buller, eine Bronzeskulptur für Sam the Koala (2011) in Mirboo North in Gippsland und ein Bronzerelief für den Antarktisforscher Phillip Law. Michael Meszaros ist Vizepräsident der Association of Sculptors of Victoria.
Neben seinen Arbeiten als Bildhauer ist Michael Meszaros vor allem als Medailleur bekannt. Er entwarf und fertigte über 500 Medaillen, so für die Royal Australian Mint, das Commonwealth of Australia und weitere öffentliche, institutionelle und private Auftraggeber. Die 1988 anlässlich des 200. Jahrestages der Ankunft der First Fleet in Australien entworfene Australian Bicentenary Medal war die zweitgrößte Ausgabe in der australischen Geschichte. Für die Universität von Newcastle, New South Wales, entwarf er die Dunkley-Medaille für herausragende biomedizinische Forschung. Porträtmedaillen fertigte er unter anderem von dem Kunstmäzen und Diplomaten Kenneth Myer, dem Dirigenten  Bernard Heinze, dem Gartenarchitekten Ellis Stones, dem Botaniker Carrick Chambers und dem Wirtschaftswissenschaftler Ray Marginson. Medaillen von Michael Meszaros befinden sich unter anderem im British Museum, in der  Königlichen Niederländischen Münzsammlung und in Privatsammlungen in Europa, Amerika, Australien, Neuseeland und Großbritannien.
Michael Meszaros ist verheiratet. Er lebt mit seiner Frau Elspeth im Stadtteil Alphington von Melbourne.

## Auszeichnungen
- 2011: Numismatic Art Award for Excellence in Medallic Sculpture der American Numismatic Association[10]
- 2012: Medal of the Order of Australia für seine Tätigkeit als Bildhauer[12]
- 2015: American Medal of the Year Award der American Medallic Sculpture Association[13]

## Schriften
- The Meszaros family medal tradition. In: Journal of the Numismatic Association of Australia. Vol. 22, 2011 (PDF; 3,8 MB).